# عنان

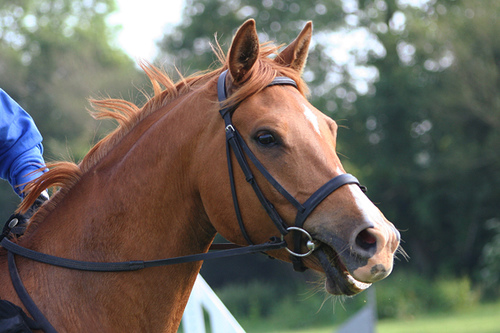

عنان یا دهنهٔ لگام، قطعه‌ای است آهنین که در دهان اسب جای می‌گیرد. دهنه بخشی از افسار اسب به‌شمار می‌آید.